# Vaszilij Pavlovics Misin
Vaszilij Pavlovics Misin (oroszul: Василий Павлович Мишин; Bivalino, 1917. január 18. – Moszkva, 2001. október 10.) szovjet/orosz mérnök, a rakétagyártás és a szovjet űrkutatás egyik vezető személyisége volt.

## Életpálya
Alapfokú iskoláját 1932-ben végezte el, A szerelőként helyezkedett el a Központi Aero- és Hidrodinamikai Intézetben (CAGI). Esti képzésen folytatta tanulmányait. Belépett a Moszkvai Repülési Intézetbe (MAI), ahol vitorlázórepülő vizsgát tett. A második világháborúban repülőgépgyártási, rakétaépítési (Bi-1) feladatokat kapott. A szovjet rakétaépítők közül, a második világháború végén az elsők között tanulmányozhatta a  V–2-t  (ejtsd: „fau-kettő”, a német Vergeltungswaffe-2), a második világháború idején a Harmadik Birodalomban kifejlesztett egyfokozatú, folyékony hajtóanyagú ballisztikus rakétát. A rakétafejlesztésekért felelős Központi Gépgyártási Tudományos Kutatóintézetet, később OKB–1-et irányító Szergej Pavlovics Koroljov helyettese, főtervező. 1946-ban Koroljov kinevezte a ballisztikus rakéták főtervezőjének, ebben a beosztásban 1966. januárig tevékenykedett, Koroljov 1966. januári halálát követően 1974-ig az Intézet vezetője.
Az R–5A (−5Б, −5В, −5Р) rakéták 1950-től kerültek kidolgozásra, 1953-tól vettek részt az űrkutatási programban. Különféle felhasználású (szárazföldi, légvédelmi, haditengerészeti, interkontinentális) és üzemanyagú (szilárd, nem agresszív vegyi) rakéták kerültek kifejlesztésre. A világűrbe küldendő űreszközök hordozójaként az R–7 Szemjorka elnevezésű első szovjet interkontinentális ballisztikus rakétát alkalmazták. A Szputnyik–1 volt a Föld első műholdja, az első űreszköz, amelyet a világűrbe juttattak. A szovjet űrprogram részeként feladata volt a szovjet holdprogramhoz megfelelő rakéta fejlesztése. Az R–7 hordozórakétát (kettő, három és négy fokozat) gyors ütemben továbbfejlesztették, eredményeként több űreszköz hordozójaként alkalmazták. A gyorsított politikai és katonai programhoz nem állt rendelkezésre megfelelő idő és anyagi forrás. 1974-ben a kifejlesztett új, nagy teljesítményű hordozórakéta technikai próbái nem jártak sikerrel. A sikertelen rakétaindítások miatt Valentyin Petrovics Glusko vette át a főtervezői pozíciót. A moszkvai Repülésügyi Intézet rakétaosztályának vezetője lett.

## Szakmai sikerek
- 1958-ban az orosz Akadémia tagja, 1966-tól akadémikus.
- Több polgári és katonai kitüntetés tulajdonosa.